# Оренбург (футбольный клуб)
«Оренбу́рг» — российский футбольный клуб из одноимённого города. Основан 1 января 1976 года. До сезона 2016/17 носил название «Газовик». Полуфиналист Кубка России сезона 2014/15.

## История
Дебют в первенствах страны состоялся в 1976 году, когда «Газовик» заменил во Второй лиге чемпионата СССР другой оренбургский клуб — «Локомотив». Отыграв в этом турнире 7 лет, в 1983 году команда не смогла заявиться на новый сезон и до 1989 года включительно выступала в КФК. В 1990 году клуб вновь стал участником Второй лиги, но особых успехов ему добиться не удалось, располагаясь внизу турнирной таблицы (сначала 15-е место, затем — 18-е).
Первый чемпионат России провёл во второй лиге, а в 1993 году занял последнее место и выбыл в третью лигу, где играл четыре сезона. После сокращения третьей лиги в 1998 году, «Газовик» вновь вернулся в состав участников второго дивизиона (зона «Урал-Поволжье»), выступая там вплоть до 2010 года. В сезонах 2006, 2007 и 2008 команда становилась серебряным призёром второй лиги, а в 2006 и 2008 годах могла пойти на повышение в первый дивизион по неспортивному принципу благодаря занятию одной из квот команд, снявшихся на тот момент с турнира. От такой идеи отказались спонсоры в лице ООО «Газпром добыча Оренбург», а также руководства города и области. После локального успеха последовал спад, и в 2009 году команда заняла седьмое место. Этому способствовали кадровые изменения по смене директора на Юрия Калякина, а новым главным тренером стал Константин Галкин. Сформировав на предсезонных сборах боеспособный коллектив, удалось впервые в своей истории стать чемпионом зоны «Урал-Поволжье», тем самым обеспечив себе выход в ФНЛ.
Первый сезон ФНЛ 2011/12 стал переходным, и чемпионат проводился в три круга: по итогам 2011 года в отставку был отправлен главный тренер, его сменил Роберт Евдокимов. В одиннадцати матчах третьего круга было одержано семь побед и три ничьих, а единственное поражение команде нанёс принципиальный соперник — калининградская «Балтика» на своём поле обыграла оренбуржцев 2:1, тем самым отправив клуб во второй дивизион; при равенстве показателей по победам и набранным очкам, «Газовик» уступал по личным встречам. Поставленную руководством задачу по возвращению в ФНЛ удалось решить за год, и сезон 2013/14 оренбургский коллектив начинал в ФНЛ. На этот раз уже не велась борьба за выживание: дважды подряд занималось пятое место в ФНЛ. Также в 2015 году команда добилась наивысшего достижения в кубковой истории, дойдя до 1/2 финала турнира, где сильнее оказался московский «Локомотив» (1:1; 3:4 пен.). Год спустя «Газовик» стал обладателем «Кубка ФНЛ» — зимнего предсезонного турнира.
16 мая 2016 года оренбургский клуб впервые в своей истории оформил выход в РФПЛ по итогам сезона 2015/16, а спустя девять дней переименован в «Оренбург», в том числе и после заявления президента РФС Виталия Мутко о том, что «не должно быть в одной лиге клубов, принадлежащих одной структуре», поскольку генеральным спонсором оренбуржцев является «Газпром добыча Оренбург» — дочернее предприятие ПАО «Газпром», спонсора петербургского «Зенита». 30 мая был опубликовал новый логотип. По итогам сезона 2016/17 «Оренбург» занял тринадцатое место, а в переходных матчах уступил «СКА-Хабаровску» (0:0, 0:0; 3:5 пен.), и вылетел в ФНЛ, а Роберт Евдокимов покинул команду.
Возглавить «Оренбург» перед началом сезона 2017/18 было предложено Темури Кецбае, с которым команда после восьми туров расположилась на тринадцатом месте, и в связи с неудовлетворительными результатами, контракт между клубом и тренером был расторгнут во взаимному согласию сторон. Новым главным тренером стал Владимир Федотов: с ним получилось выиграть ФНЛ 2017/18 и вернуться в РПЛ. По итогам сезона РПЛ 2018/19 команда заняла седьмое место, что является наивысшим достижением «Оренбурга» в истории. В следующем розыгрыше чемпионата, после завершения его осенней части, Федотов покидает команду, а его место занимает Константин Емельянов. По итогам первенства, оренбуржцы расположились на последней строчке турнирной таблицы РПЛ, и выбыли в ФНЛ, в том числе из-за технических поражений в матчах с «Уралом» и «Краснодаром», связанных с заражением нескольких игроков команды COVID-19. В это время происходили тренерские перестановки: сначала исполняющим обязанности главного тренера был назначен Ильшат Айткулов, а затем Константин Парамонов, но без приставки «и. о.».
К сезону 2020/21 команду готовил Ильшат Айткулов в роли и. о., и после пяти стартовых туров первенства она расположилась на первом месте, а 28 августа главным тренером был назначен Марцел Личка, в своём первом сезоне став серебряным призёром ФНЛ. Однако клуб не прошёл процедуру лицензирования, в результате чего остался в ФНЛ вместо повышения в РПЛ. В сезоне 2021/22 команда сохранила свой костяк, а по его итогам заняла третье место и попала в стыковые матчи, в которых по сумме двух встреч обыграла «Уфу» со счётом 4:3, благодаря чему вернулась в РПЛ.
В сезоне 2022/23 «Оренбург» в чемпионате России выступал довольно уверенно — одержал ряд крупных побед — над «Уралом» (3:0), «Факелом» (4:1), «Сочи» (4:1 и 4:0), «Динамо» (3:0) и «Краснодаром» (5:1), но и потерпел несколько крупных поражений — от «Зенита» (0:8) и от «Локомотива» (1:5 и 1:4), обыграл на своём поле московский «Спартак» (2:0) и сыграл в ничью с «Зенитом» (2:2) — первое набранное очко с этим клубом. В итоге команда повторила свой рекорд и финишировала на седьмом месте, сохранив прописку в РПЛ.

## Визитная карточка

### Клубные цвета
| Синий | Белый |

### Форма

#### Домашняя
| 2018/19 | 2020/21 | 2021/22 | 2022/23 | 2023/24 | 2024/25 |

#### Гостевая
| 2018/19 | 2020/21 | 2021/22 | 2022/23 | 2023/24 | 2024/25 |

#### Резервная
| 2023/24 |

Источники:,

## Стадион

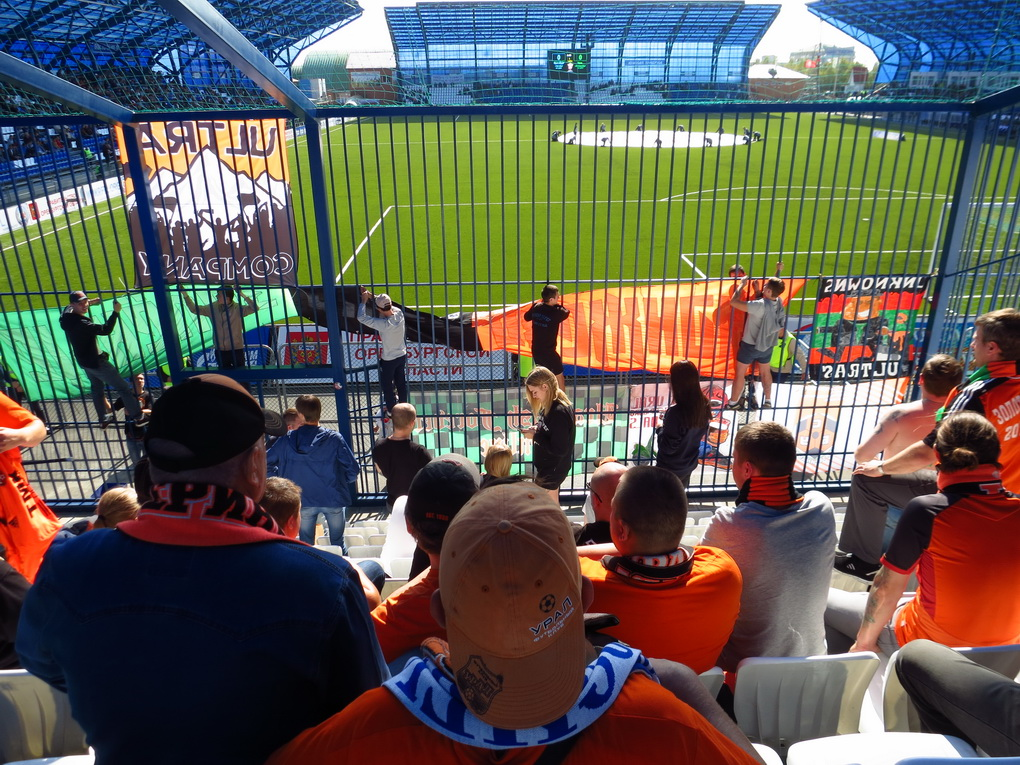
Стадион «Газовик», вид с гостевого сектора

Команда выступает на стадионе «Газовик», расположенном в посёлке Ростоши на окраине Оренбурга. В сентябре 2016 года была завершена реконструкция стадиона: были возведены 4 новые трибуны с крышей, накрывающей все посадочные места для зрителей. После реконструкции вместимость стадиона была увеличена с 4524 до 6298 мест (при этом руководством клуба заявлялась цифра в 7500 мест). В зимний перерыв сезона 2016/2017 за счёт более рационального использования пространства на Северной и Восточной трибунах были добавлены ещё несколько рядов зрительских мест и общая вместимость увеличилась до 7500 мест.
До того, как был построен стадион «Газовик» в Ростошах, команда играла домашние матчи на стадионе «Динамо» на ул. Кобозева в центре Оренбурга вместимостью 5 тыс. зрителей.
В мае 2016 года власти Оренбурга объявили, что планируют построить в Северо-Восточном районе города на пересечении улиц Салмышской и Гаранькина соответствующий всем современным требованиям новый стадион на 10 тыс. мест, прототипом которого будет являться «Арена Химки».
По итогам сезона 2020/21 «Оренбург» добился повышения в классе, заняв 2 место в ФНЛ, но не прошёл лицензирование РФС по причине несоответствия стадиона установленному регламенту, поскольку его вместимость не достигала минимальной разрешённой отметки в 10 тыс. мест. В течение следующего сезона была проведена реконструкция стадиона, а клуб занял 3 место, и благодаря победе над «Уфой» по сумме стыковых матчей (4:3), был допущен до участия в РПЛ.
Загородная база клуба расположена в посёлке Самородово.

## Главные тренеры
- 1992—1993 — Николай Еланев
- 1994—1996 — Виктор Дёмкин
- 1997—1998 — Валерий Богданов
- 1998—2002 — Александр Королёв
- 2002—2003 — Геннадий Попов
- 2003 — Андрей Пятницкий
- 2004 — Евгений Смертин
- 2005 — Виктор Федулов
- 2005—2006 — Борис Синицын
- 2006—2009 — Александр Аверьянов
- 2009 — Ильшат Айткулов (и. о.)
- 2009—2011 — Константин Галкин
- 2012—2017 — Роберт Евдокимов
- 2017 — Темури Кецбая
- 2017—2019 — Владимир Федотов
- 2019—2020 — Константин Емельянов
- 2020 — Ильшат Айткулов (и. о.)
- 2020 — Константин Парамонов
- 2020 — Ильшат Айткулов (и. о.)
- 2020—2023 — Марцел Личка
- 2023 — Иржи Ярошик
- 2023—2024 — Давид Деограсия
- 2024 — Ильшат Айткулов (и. о.)
- 2025—н. в. — Владимир Слишкович

## Статистика выступлений
| Год       | Лига                                  | Место                    | Кубок                             | Примечания                                                   |
| --------- | ------------------------------------- | ------------------------ | --------------------------------- | ------------------------------------------------------------ |
| СССР      |                                       |                          |                                   |                                                              |
| 1976      | Вторая лига, зона 4                   | 18 из 21                 | —                                 |                                                              |
| 1977      | Вторая лига, зона 5                   | 10 из 21                 | —                                 |                                                              |
| 1978      | Вторая лига, зона 4                   | 16 из 24                 | —                                 |                                                              |
| 1979      | Вторая лига, зона 4                   | 12 из 24                 | —                                 |                                                              |
| 1980      | Вторая лига, зона 2                   | 14 из 18                 | —                                 |                                                              |
| 1981      | Вторая лига, зона 2                   | 11 из 17                 | —                                 |                                                              |
| 1982      | Вторая лига, зона 2                   | 14 из 17                 | —                                 |                                                              |
| 1983—1989 | Региональные турниры КФК              | Региональные турниры КФК | Региональные турниры КФК          | Региональные турниры КФК                                     |
| 1990      | Вторая низшая лига, зона 7            | 15 из 17                 | —                                 |                                                              |
| 1991      | Вторая низшая лига, зона 7            | 18 из 22                 | —                                 | Переход в первую лигу России                                 |
| Россия    |                                       |                          |                                   |                                                              |
| 1992      | Вторая лига, зона 5                   | 17 из 18                 | 1/512 финала                      |                                                              |
| 1993      | Вторая лига, зона 6                   | 18 из 22                 | —                                 |                                                              |
| 1994      | Третья лига, зона 6                   | 7 из 14                  | 1/128 финала                      |                                                              |
| 1995      | Третья лига, зона 6                   | 10 из 14                 | 1/256 финала                      |                                                              |
| 1996      | Третья лига, зона 6                   | 5 из 13                  | 1/256 финала                      |                                                              |
| 1997      | Третья лига, зона 5                   | 9 из 18                  | 1/256 финала                      | Переход во второй дивизион                                   |
| 1998      | Второй дивизион, зона «Урал»          | 12 из 18                 | 1/128 финала                      |                                                              |
| 1999      | Второй дивизион, зона «Урал»          | 11 из 16                 | 1/512 финала                      |                                                              |
| 2000      | Второй дивизион, зона «Урал»          | 9 из 16                  | 1/256 финала                      |                                                              |
| 2001      | Второй дивизион, зона «Урал»          | 6 из 16                  | 1/256 финала                      |                                                              |
| 2002      | Второй дивизион, зона «Урал»          | 4 из 15                  | 1/64 финала                       |                                                              |
| 2003      | Второй дивизион, зона «Урал-Поволжье» | 7 из 20                  | 1/128 финала                      |                                                              |
| 2004      | Второй дивизион, зона «Урал-Поволжье» | 11 из 19                 | 1/256 финала                      |                                                              |
| 2005      | Второй дивизион, зона «Урал-Поволжье» | 17 из 19                 | 1/256 финала                      |                                                              |
| 2006      | Второй дивизион, зона «Урал-Поволжье» | 2 из 13                  | 1/256 финала                      |                                                              |
| 2007      | Второй дивизион, зона «Урал-Поволжье» | 2 из 14                  | 1/32 финала                       |                                                              |
| 2008      | Второй дивизион, зона «Урал-Поволжье» | 2 из 18                  | 1/16 финала                       |                                                              |
| 2009      | Второй дивизион, зона «Урал-Поволжье» | 7 из 16                  | 1/64 финала                       |                                                              |
| 2010      | Второй дивизион, зона «Урал-Поволжье» | 1 из 14                  | 1/64 финала                       |                                                              |
| 2011/12   | ФНЛ                                   | 16 из 20                 | 1/32 финала                       |                                                              |
| 2012/13   | Второй дивизион, зона «Урал-Поволжье» | 1 из 15                  | 1/16 финала                       |                                                              |
| 2013/14   | ФНЛ                                   | 5 из 19                  | 1/16 финала                       |                                                              |
| 2014/15   | ФНЛ                                   | 5 из 18                  | 1/2 финала                        |                                                              |
| 2015/16   | ФНЛ                                   | 1 из 20                  | 1/32 финала                       |                                                              |
| 2016/17   | Премьер-лига                          | 13 из 16                 | 1/8 финала                        | Поражение в стыковых матчах                                  |
| 2017/18   | ФНЛ                                   | 1 из 20                  | 1/16 финала                       |                                                              |
| 2018/19   | Премьер-лига                          | 7 из 16                  | 1/4 финала                        |                                                              |
| 2019/20   | Премьер-лига                          | 16 из 16                 | 1/8 финала                        |                                                              |
| 2020/21   | ФНЛ                                   | 2 из 22                  | Элитный групповой раунд           | Неполучение лицензии на участие в РПЛ                        |
| 2021/22   | Первый дивизион ФНЛ                   | 3 из 20                  | Элитный групповой раунд           | Победа в стыковых матчах                                     |
| 2022/23   | Премьер-лига                          | 7 из 16                  | Групповой этап                    |                                                              |
| 2023/24   | Премьер-лига                          | 12 из 16                 | 1-й этап 1/2 финала пути регионов |                                                              |
| 2024/25   | Премьер-лига                          | 15 из 16                 | Групповой этап                    | Сохранил место в лиге после исключения московского «Торпедо» |

## Достижения

### Россия
- Победитель ФНЛ (2): 2015/16, 2017/18.
- Серебряный призёр ФНЛ: 2020/21.
- Бронзовый призёр ФНЛ: 2021/22.
- Победитель ПФЛ (зона «Урал-Поволжье») (2): 2010, 2012/13.
- Серебряный призёр ПФЛ (зона «Урал-Поволжье») (3): 2006, 2007, 2008.
- Полуфиналист Кубка России: 2014/15.
- Обладатель Кубка ФНЛ: 2016.
- Второе место на Кубке ПФЛ: 2010.

## Руководство клуба
- Кирилл Волженкин — президент
- Игорь Дегтярёв — вице-президент
- Сергей Афанасьев — генеральный директор
- Исмаил Ибрагимов — спортивный директор

## Тренерский штаб
- Владимир Слишкович — главный тренер
- Ильшат Айткулов — старший тренер
- Платон Захарчук — тренер вратарей
- Евгений Стукалов — тренер по физподготовке
- Игорь Шабля — начальник команды, администратор и координатор по разным вопросам

## Текущий состав
| 1  | Флаг России  | Вр  | Богдан Овсянников  | 1999 |  |  |  |  |  |
| 50 | Флаг России  | Вр  | Егор Скичко        | 2006 |  |  |  |  |  |
| 95 | Флаг России  | Вр  | Андрей Ходанович   | 2004 |  |  |  |  |  |
| 99 | Флаг России  | Вр  | Николай Сысуев     | 1999 |  |  |  |  |  |
|    |              |     |                    |      |  |  |  |  |  |
| 2  | Флаг России  | Защ | Станислав Поройков | 2004 |  |  |  |  |  |
| 3  | Флаг России  | Защ | Данила Ведерников  | 2001 |  |  |  |  |  |
| 4  | Флаг России  | Защ | Данила Хотулёв     | 2002 |  |  |  |  |  |
| 5  | Флаг России  | Защ | Алексей Татаев     | 1998 |  |  |  |  |  |
| 18 | Флаг Марокко | Защ | Фахд Муфи          | 1996 |  |  |  |  |  |
| 31 | Флаг России  | Защ | Георгий Зотов      | 1990 |  |  |  |  |  |
| 38 | Флаг России  | Защ | Артём Касимов      | 2003 |  |  |  |  |  |
| 44 | Флаг Грузии  | Защ | Анри Чичинадзе     | 1997 |  |  |  |  |  |
| 59 | Флаг России  | Защ | Максим Сыщенко     | 2004 |  |  |  |  |  |
| 69 | Флаг России  | Защ | Владислав Давыдов  | 2005 |  |  |  |  |  |
| 88 | Флаг России  | Защ | Николай Косерик    | 2007 |  |  |  |  |  |
|    |              |     |                    |      |  |  |  |  |  |
| 8  | Флаг России  | ПЗ  | Владислав Камилов  | 1995 |  |  |  |  |  |

| 11 | Флаг России               | ПЗ  | Степан Оганесян     | 2001 |  |  |  |  |  |
| 16 | Флаг Чили                 | ПЗ  | Хорди Томпсон       | 2004 |  |  |  |  |  |
| 17 | Флаг России               | ПЗ  | Александр Ломакин   | 1995 |  |  |  |  |  |
| 20 | Флаг России               | ПЗ  | Дмитрий Рыбчинский  | 1998 |  |  |  |  |  |
| 29 | Флаг Черногории           | ПЗ  | Владан Бубанья      | 1999 |  |  |  |  |  |
| 33 | Флаг России               | ПЗ  | Ираклий Квеквескири | 1990 |  |  |  |  |  |
| 37 | Флаг Бразилии             | ПЗ  | Ду Кейрос           | 2000 |  |  |  |  |  |
| 57 | Флаг России               | ПЗ  | Евгений Болотов     | 2001 |  |  |  |  |  |
| 63 | Флаг России               | ПЗ  | Омар Минатулаев     | 2006 |  |  |  |  |  |
| 96 | Флаг России               | ПЗ  | Алексей Барановский | 2005 |  |  |  |  |  |
|    |                           |     |                     |      |  |  |  |  |  |
| 7  | Флаг Турции               | Нап | Эмирджан Гюрлюк     | 2003 |  |  |  |  |  |
| 9  | Флаг России               | Нап | Максим Савельев     | 2002 |  |  |  |  |  |
| 19 | Флаг Бразилии             | Нап | Алешандре Жезус     | 2001 |  |  |  |  |  |
| 30 | Флаг Боснии и Герцеговины | Нап | Гедеон Гузина       | 1993 |  |  |  |  |  |
| 77 | Флаг России               | Нап | Ацамаз Ревазов      | 2005 |  |  |  |  |  |

### Игроки в аренде
| \| № \| \| Поз. \| Имя \| Год рождения \| \| - \| \| ---- \| ---------------------------------------------------- \| ------------ \| \| \| \| Нап \| Иван Гулько (в Славии-Мозырь до 31 декабря 2025) \| 2003 \| \| \| \| Нап \| Джастин Куэро (в Эмелеке до 30 июня 2026) \| 2004 \| \| \| \| Нап \| Тимофей Мартынов (в Динамо-Брест до 31 декабря 2025) \| 2005 \| \| \| \| Нап \| Осман Минатулаев (в Уфе до 30 июня 2026) \| 2006 \| \| \| \| Нап \| Дмитрий Усов (в Динамо (Киров) до 30 июня 2026) \| 2004 \| |               |      |                                                      |              |
| № |               | Поз. | Имя                                                  | Год рождения |
| | Флаг России   | Нап  | Иван Гулько (в Славии-Мозырь до 31 декабря 2025)     | 2003         |
| | Флаг Эквадора | Нап  | Джастин Куэро (в Эмелеке до 30 июня 2026)            | 2004         |
| | Флаг Беларуси | Нап  | Тимофей Мартынов (в Динамо-Брест до 31 декабря 2025) | 2005         |
| | Флаг России   | Нап  | Осман Минатулаев (в Уфе до 30 июня 2026)             | 2006         |
| | Флаг России   | Нап  | Дмитрий Усов (в Динамо (Киров) до 30 июня 2026)      | 2004         |

## «Оренбург-2», дубль (молодёжная команда)
Команда «Оренбург-2» — участник Первенства ПФЛ / Второго дивизиона ФНЛ / Второй лиги в сезонах 2017/18 (группа «Урал-Приволжье»), 2020/21, 2021/22 и 2022/23 (все — группа 4), главный тренер — Максим Грошев.
Молодёжная команда клуба («Газовик»-Д/«Газовик»-2/«Оренбург»-М) в 2007—2008 и 2010—2017 годах участвовала в Первенстве III дивизиона/ЛФК (МФС «Приволжье»). Также, во время пребывания главной команды в Премьер-лиге (в сезонах-2016/17, 2018/19, 2019/20 и 2022/23) имеется команда-участница молодёжного первенства России / молодёжной футбольной лиги.
| Сезон                                 | Команда         | Первенство                          | Первенство | Кубок           |
| Сезон                                 | Команда         | Турнир                              | Место      | МФС «Приволжье» |
| ------------------------------------- | --------------- | ----------------------------------- | ---------- | --------------- |
| 2007                                  | Газовик-д       | Первенство ЛФЛ — Приволжье          | 12 из 17   | 1/16 финала     |
| 2008                                  | Газовик-д       | Первенство ЛФЛ — Приволжье          | 13 из 19   | 1/16 финала     |
|                                       |                 |                                     |            |                 |
| 2010                                  | Газовик-2       | Первенство ЛФЛ — Приволжье          | 11 из 17   | 1/4 финала      |
| 2011/12                               | Газовик-2       | Первенство ЛФК — Приволжье          | 12 из 13   | 1/8 финала      |
| 2012/13 (2012)                        | Газовик-2       | Первенство ЛФК — Приволжье          | 9 из 10    | не проводился   |
| 2013                                  | Газовик-2       | III дивизион (ЛФК) — Приволжье      | 11 из 16   | 1/4 финала      |
| 2014                                  | Газовик-2       | III дивизион (ЛФК) — Приволжье      | 8 из 14    | 1/2 финала      |
| 2015                                  | Газовик-2       | III дивизион (ЛФК) — Приволжье      | 7 из 12    | 1/2 финала      |
| 2016                                  | Газовик-2       | III дивизион (ЛФК) — Приволжье      | 5 из 11    | 1/4 финала      |
| 2016/17                               | Оренбург (мол.) | Молодёжное первенство               | 13 из 16   |                 |
| 2017                                  | Оренбург-М      | III дивизион (ЛФК) — Приволжье      | 7 из 12    | 1/8 финала      |
| 2017/18                               | Оренбург-2      | Первенство ПФЛ, Урал-Приволжье      | 12 из 13   |                 |
| 2018                                  | Оренбург-2001-М | —                                   | —          | груп.           |
| 2018/19                               | Оренбург (мол.) | Молодёжное первенство               | 16 из 16   | —               |
| 2019/20                               | Оренбург (мол.) | Молодёжное первенство               | 15 из 16   | —               |
| 2020/21                               | Оренбург-2      | Первенство ПФЛ, группа 4            | 15 из 15   | —               |
| 2021/22                               | Оренбург-2      | Второй дивизион ФНЛ, группа 4       | 11 из 15   | —               |
| 2022                                  | Оренбург-М      | —                                   | —          | груп.           |
| 2022/23                               | Оренбург-2      | Вторая лига, группа 4               | 10 из 12   | —               |
| 2022/23                               | Оренбург (мол.) | Молодёжная футбольная лига          | 20 из 20   | —               |
| 2023                                  | Оренбург-2      | Вторая лига, Дивизион «Б», Группа 4 | 8 из 9     | —               |
| 2023                                  | Оренбург (мол.) | Молодёжная футбольная лига          | 20 из 20   | —               |
| Комментарии 1.                        |                 |                                     |            |                 |
| Примечания 1. 2. 3. 4. 5. 6. 7. 8. 9. |                 |                                     |            |                 |

## Болельщики
Средняя домашняя посещаемость матчей «Оренбурга» по сезонам.
Информация с сайта transfermarkt.ru
 Премьер-лига
 ФНЛ
 ПФЛ
- Домашний стадион «Газовик» имел первоначальную вместимость 4800 (до 2016 года), позднее вместимость увеличена до 6489 и 7500, а с 2022 года до 10 046 зрителей.
- 2 апреля 2023 года состоялся самый массовый (в количестве более 560 человек[a]) выезд болельщиков на матч в Самару против команды «Крыльев Советов» (1:1).